# Дъщеря на песента
„Дъщеря на песента“ е първият фолклорен албум на българската попфолк певица Цветелина Янева. Той излиза през май 2012 г., малко преди появата на втория ѝ попфолк самостоятелен албум „Мога пак“, който съдържа CD с 10 нови песни и DVD с 8 издадени вече хита през последната година.
В „Дъщеря на песента“ участие взимат орк. Орфей, с ръководители баща ѝ – Георги Янев и майка ѝ – Пепа Янева. В някои от песните се включват именитите български музиканти като Иво Папазов — „Ибряма“, Теодосий Спасов и други.

## Списък с песните
1. Либе ле
2. Ай, гиди, иване
3. Асеновградска малага
4. Ой, киче, киче (дует с Константин)
5. Леко ходи дилбер Яно
6. Ша ида мамо
7. Неда ходи
8. Първом, първом
9. Ой, мале, мале
10. Бре хора, бре ябанджии
11. Незефинка болна лежи
12. Мори ружо
13. Живи икони
14. Любил е драго